# Бочалема
Бочалема (исп. Bochalema) — город и муниципалитет в северо-восточной части Колумбии, на территории департамента Северный Сантандер. Входит в состав Юго-Восточного субрегиона.

## История
Поселение, из которого позднее вырос город, было основано 6 февраля 1759 года. Муниципалитет Бочалема был выделен в отдельную административную единицу в 1826 году.

## Географическое положение
Город расположен в юго-восточной части департамента, в горной местности Восточной Кордильеры, на расстоянии приблизительно 31 километра к юго-западу от города Кукута, административного центра департамента. Абсолютная высота — 1069 метра над уровнем моря.
Муниципалитет Бочалема граничит на севере с территорией муниципалитета Сан-Каетано, на северо-востоке — с муниципалитетом Кукута, на востоке — с муниципалитетами Лос-Патьос и Чинакота, на юго-востоке — с муниципалитетом Памплонита, на юго-западе — с муниципалитетом Кукутилья, на западе — с муниципалитетами Арболедас и Дурания. Площадь муниципалитета составляет 172 км².

## Население
По данным Национального административного департамента статистики Колумбии, совокупная численность населения города и муниципалитета в 2015 году составляла 6973 человека.
Динамика численности населения муниципалитета по годам:
| 2005 | 2006 | 2007 | 2008 | 2009 | 2010 | 2011 | 2012 | 2013 | 2014 | 2015 |
| ---- | ---- | ---- | ---- | ---- | ---- | ---- | ---- | ---- | ---- | ---- |
| 6583 | 6616 | 6651 | 6686 | 6728 | 6775 | 6806 | 6849 | 6896 | 6934 | 6973 |

Согласно данным переписи 2005 года мужчины составляли 51,6 % от населения Бочалемы, женщины — соответственно 48,4 %. В расовом отношении всё население города составляли белые и метисы.
Уровень грамотности среди всего населения составлял 85,8 %.

## Экономика
64,5 % от общего числа городских и муниципальных предприятий составляют предприятия торговой сферы, 27,9 % — предприятия сферы обслуживания, 7,6 % — промышленные предприятия.

## Транспорт
К востоку от города проходит национальное шоссе № 55 (исп. Ruta Nacional 55).